# Finta László

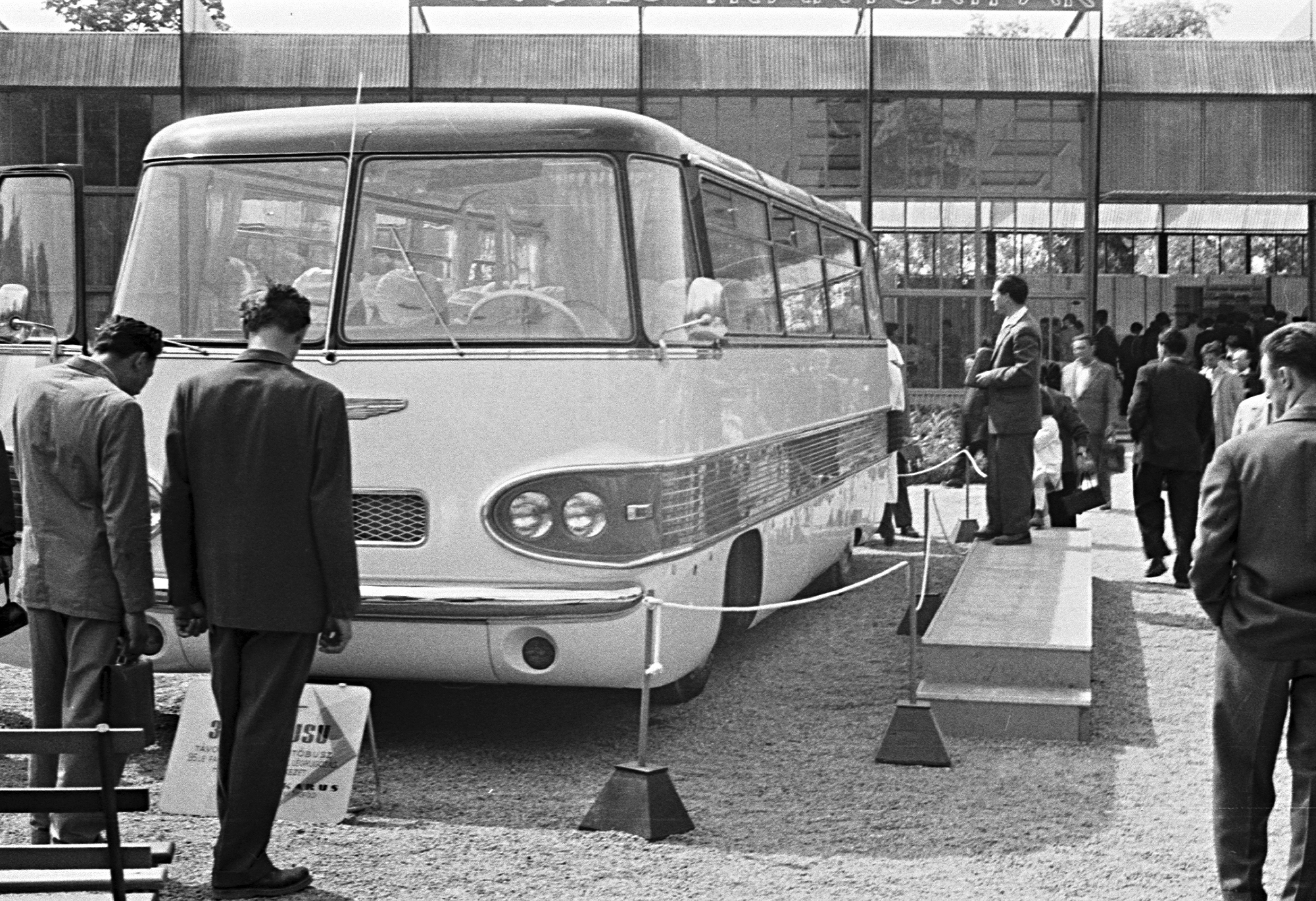
Első nagy sikere, az Ikarus 303

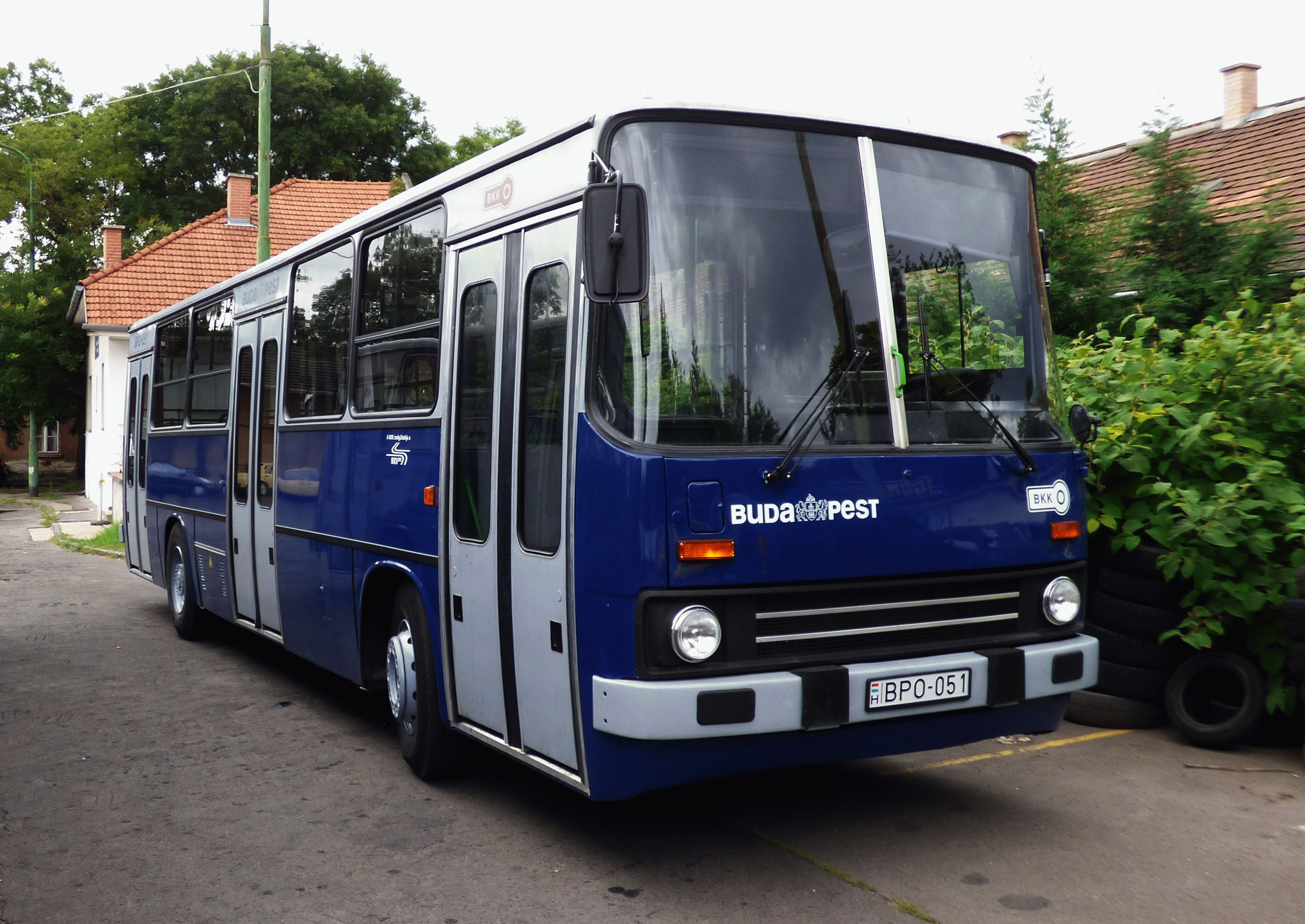
A 200-as széria legnagyobb számban (72 547) gyártott típusa: a 260-as

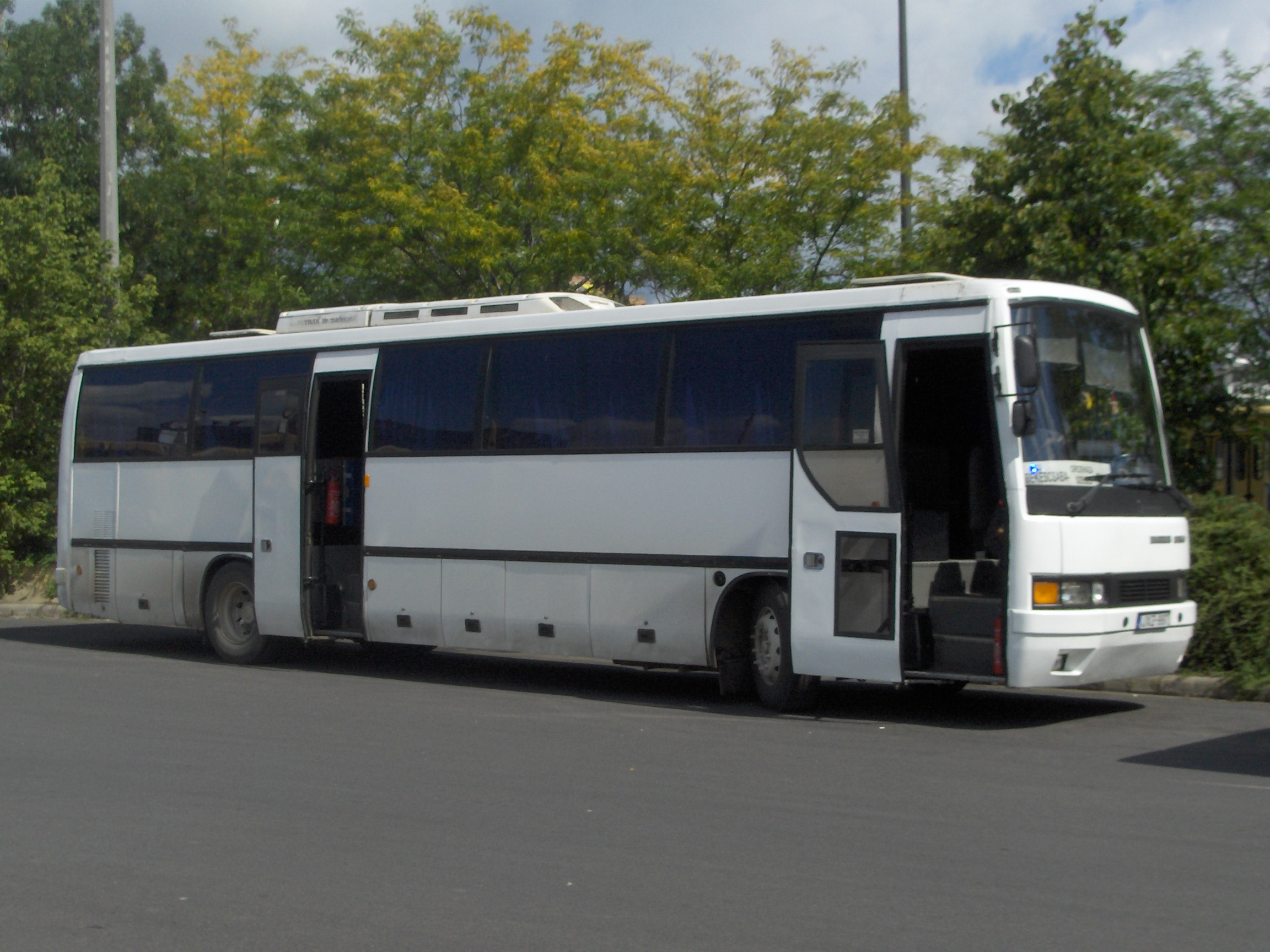
A 300-as típuscsalád egyik tagja, egy Ikarus 350-es

Finta László (Pomáz, 1934. január 3. – 2018. július 1.) Munkácsy Mihály-díjas magyar autóbusz-formatervező, a világ ipartörténetének legnagyobb darabszámban gyártott autóbusz-szériája, az Ikarus 200-as sorozat megalkotója.

## Tanulmányai
Édesapja, Finta József faipari kisiparos volt. Szakmai tanulmányait a Népszínház utcai gépipari technikumban folytatta, ahol 1954-ben kitűnő eredménnyel végzett. A család jó anyagi helyzete miatt az egyetemi felvételi kérelmét elutasították. A hadköteles kor elérésekor behívót kapott és a kecskeméti tüzérségnél lőelem-kidolgozó beosztásba került. Ez idő alatt nagyrészt autodidakta módon, valamint Jurij Dolmatovszkij Autókarosszériák tervezése és szerkesztése című szakkönyvére támaszkodva megismerkedett az autókarosszériák grafoplasztikus szerkesztési módjával, mely későbbi formatervezői munkájára is hatással volt.
1956-os leszerelésekor felvételi kérelmet nyújtott be az Ikarus autóbuszgyárhoz, amire Hirmann Antal főmérnök az alábbi szavakkal írta meg a pozitív elbírálást:
Felvételét javaslom! Képessége és kedve szerint reményt nyújt arra, hogy elsőrendű karosszéria szerkesztő lesz.

## Az Ikarus formatervezője
Első feladata az Ikarus gyárban az Ikarus 60B jelű autóbusz megtervezése volt; a munkáját később sok dicséret érte, és ez alapján alakították a későbbi Ikarus 620-as típust. Második munkája az Ikarus 303-as típuson zajlott, amelyet olyan mérnökök társaságában tervezett meg, mint Oszetzky Károly vagy Michelberger Pál. Közreműködött a faros-buszok (Ikarus 55 és 66) terveiben is, azonban ezeknél a modelleknél még Schmiedt Kázmér akarata érvényesült Finta „nagy ablakos” törekvéseivel szemben. A hatvanas években részt vett az Ikarus 550-es kísérleti autóbusz megtervezésében, illetve a törekvései érvényesülni tudtak az Ikarus 180-as modellen, valamint annak testvértípusain (556/557).
Hatalmas áttörést azonban vitathatatlanul az 1967-es évben érte el, amikor bemutatták az általa formatervezett Ikarus 250-es modellt, a 200-as család első tagját. Finta a legfontosabb innovációnak az általa javasolt, szögletesebb kocsitestet tartotta, amellyel jelentősen megnövelhető volt az utastér. Ez a jármű több nemzetközi versenyen is rangos elismeréseket nyert.
Bár közvetve-közvetlenül az összes 200-as típus hozzá fűződik – hiszen azok mind a 250-esen alapultak –, mégis kiemelendő az Ikarus 270-es Safety Bus luxus, biztonsági autóbusztípus, amely mellett a magasított utasterű 254-es típusból átvett forradalmi megoldásokkal megalapozta a későbbi 300-as buszcsalád gyártását is.
Finta László esztétikai érzékét dicséri az Ikarus 300-as sorozat korát megelőző és méltán időtálló formaterve.

## Egyéb tevékenysége
Ikarusos karrierje mellett 1956-tól hosszan a BME-n tanított, ahol nagy népszerűségnek örvendett illusztrációs, kivetítős előadásai miatt.
Munkásságát 1978-ban Munkácsy Mihály-díjjal ismerték el.

### Szakirodalmi tevékenysége
- A karosszériagyáros. Uhri Imre története; szerzői, Budapest, 2007 (Ikarus story)
- Földön, vízen, levegőben. Uhri Testvérek története 1933-1937-ig; szerzői, Budapest, 2010 (Ikarus story)
- Földön, vízen, levegőben. Uhri Testvérek története 1938-1940-ig; szerzői, Budapest, 2010 (Ikarus story)
- Földön, vízen, levegőben. Uhri Testvérek története 1941-1942-ig; szerzői, Budapest, 2012 (Ikarus story)
- Földön, vízen, levegőben. Uhri testvérek története, 1943; sajtó alá rend. László Anna; László Anna, Budapest, 2022 (Ikarus story)
- Finta László–László Anna: Az Ikarus 200-as egységes típuscsalád fejlesztéstörténete, 1966–1998; László Anna, Budapest, 2022 (Ikarus story)